# Erdinc Karakas
Erdinc Karakas, né le 23 mars 1998 à Lünen en Allemagne, est un footballeur allemand évoluant au poste de défenseur central avec la réserve du FC Cologne.

## Biographie

### En équipe nationale
Avec les moins de 17 ans, il participe en championnat d'Europe des moins de 17 ans en 2015. Lors de cette compétition, il joue six matchs. Il marque un but et délivre une passe décisive contre la Tchéquie en phase de groupe. L'Allemagne s'incline en finale face à l'équipe de France, malgré un nouveau but d'Erdinc Karakas.

## Palmarès

### En sélection
- Finaliste du Championnat d'Europe des moins de 17 ans en 2015 avec l'équipe d'Allemagne des moins de 17 ans